# 理察森斯斯普林斯 (加利福尼亞州)
理察森斯普林斯（英語：Richardson Springs）是位於美國加利福尼亞州比尤特縣的一個非建制地區。該地的面積和人口皆未知。

## 地理
理察森斯普林斯的座標為39°50′24″N 121°46′37″W / 39.84000°N 121.77694°W，而該地的平均海拔高度為189米（即620英尺）。